# Canon EOS R
Aucun
Le Canon EOS R est le premier modèle d'une nouvelle gamme d'appareils photo numériques, hybrides, « plein format » (format 24 × 36), à objectifs interchangeables lancée en octobre 2018 par la société Canon. 
Cette gamme ouvre, pour cette société, une nouvelle page de la photographie plein format, largement préférée par les utilisateurs professionnels et semi-professionnels, en rejoignant une évolution de ce secteur industriel amorcée depuis l'introduction de viseurs électroniques dans les appareils numériques, et en abandonnant de ce fait la visée optique des appareils photographiques reflex. Cette voie fut ouverte par la société Sony avec ses appareils hybrides plein format depuis octobre 2013. Canon rejoint ce mouvement quelques semaines après son concurrent historique Nikon.
Cette nouvelle série d'appareils hybrides s'accompagne de la création d'une nouvelle monture d'objectifs, dite « monture RF », alors que Canon avait gardé la même monture EF depuis le début de la gamme EOS.
La vidéo 4K/UHD (3 840 × 2 160) s'effectue avec un fort recadrage de l'image.